# Аарон Русо
Аарон Русо (14 февруари 1943 г. – 24 август 2007 г.) е американски бизнесмен, продуцент, кинорежисьор и политик.
Продуцент е на филмите „Смяна на местата“, „Тарикати“ и „Розата“. По-късно създава документални филми на тема либертарианство, такива като „Луд като дявол“ и „Америка: От свобода до фашизъм“.

## Ранен живот
Аарон Русо е роден в Ню Йорк през 1943 г. Израства в Лонг Айлънд.

## Кариера на режисьор
Оставя семейния бизнес и се насочва към индустрията на развлеченията. През април 1968 г. Русо открива нощен клуб в Чикаго. Кани много рок музиканти и известни групи. Ръководи и изпълнители като The Manhattan Transfer и Бет Мидлър. По-късно започва да създава и продуцира филми, шест от които са номинирани с Оскар по различни номинации, а две – Златен глобус. Последният му документален филм е „Америка: От свобода до фашизъм“, разобличаващ данъчната система и банките. Във филма се говори също за появата в скоро време на Новия световен ред. Според Русо президентът и американското правителство не контролират САЩ, а са марионетки в ръцете на транснационалните корпорации, като целта на „антитерористични войни“ е въвеждането на „Новия световен ред“. Феминизмът също е дело на тази група владееща света чрез банките.

## Политическа кариера
Русо влиза в политиката в началото на 1990-те години, когато заснема документалния филм Mad As Hell, в който критикува Северноамериканската зона за свободна търговия, правителствената борба с наркотиците и концепцията за национално удостоверение на личността.
През 1998 г. Аарон представя своите политически интереси на по-високо ниво, взимайки участие в изборите на сенатор в щата Невада от Републиканската партия. С 26 % от гласовете заема второ място, отстъпвайки на кандидата от Демократическата партия Кени Гуинну.
През 2004 г. Русо издига кандидатурата си за президент на САЩ отначало като независим кандидат, а по-късно като представител на Либертарианската партия. На 14 януари 2007 г. поддържа конгресмена Рон Пол при изборите за президент. През същата година създава политическата организация Restore the Republic („Възраждане на Републиката“), за реализиране на политическите му идеи, изложени в документалния му филм „Америка: От свобода до фашизъм“. По думи на самия Русо, цел на организацията е да извести на обществеността информация за протичащите в САЩ събития, за изменение и пробуждане на гражданското съзнание.

## Смърт
На 24 август 2007 г. на 64-годишна възраст Русо умира в един от онкологичните центрове на Лос Анджелис от рак на жлъчния мехур, с който се бори в продължение на шест години.

## Допълнителни сведения
В интервю с Алекс Джоунс Аарон Русо споделя разговор с Ник Рокфелер: „Той беше единственият човек, който 11 месеца преди катастрофата от 11 септември ми каза, че „ще се случи едно събитие, след което ние влизаме в Афганистан, за да управляваме тръбопровода от Каспийско море. После нахлуваме в Ирак, за да установим контрол над нефта и да устроим бази в Близкия Изток. Всичко това ще стане част от новия световен ред...“. По-късно, разбира се, се случи събитието от 11 септември, и аз си спомних какво ми говори той и за войниците, които ще търсят арабски терористи в пещерите на Афганистан и Пакистан. А също и че ще има война с тероризма, в която няма да има реален враг. Всичко това обаче е огромна лъжа. Такъв е просто начинът правителството да получи контрол над американците...“
| „          | Винаги съм бил много независим, винаги съм вярвал в индивидуалността, затова че сме дошли на тази земя за да станем уникални личности и да реализираме даденият ни от бога потенциал. Че единственият път да реализираме този потенциал е да сме свободни. Да разберем кои сме и да правим грешки. С израстването си аз започнах все по-ясно да осъзнавам, че правителството ми пречи да правя това което искам | “ |
| Аарон Русо | |   |

## Списък на филмите на Русо
- 1. „Trading Places“ с участие на Eddie Murphy, Jamie Lee Curtis, Dan Aykroyd
- 2. „Teachers“ с участие на Morgan Freeman, Nick Nolte, Laura Dern
- 3. „Wise Guys“ с участие на Danny DeVito, Harvey Keitel, Patti LuPone
- 4. „The Rose“ с участие на Bette Midler, Alan Bates, Harry Dean Stanton
- 5. „Partners“ с участие на John Hurt, Bridget Fonda, Ryan O'Neal
- 6. „Off and Running“ с участие на Cyndi Lauper, David Keith
- 7. „America: Freedom to Fascism“ с участие на Aaron Russo, Irwin Schiff, Katherine Albrecht
- 8. „Rude Awakening“ с участие на Tom Sizemore, Cheech Marin, Eric Roberts
- 9. „The Bette Midler Show“ с участие на Bette Midler
- 10. „Missing Pieces“ с участие на Eric Idle, Lauren Hutton, James Hong